# Indywidualne Mistrzostwa Świata na Żużlu 1982
Indywidualne Mistrzostwa Świata na Żużlu 1982 – cykl turniejów żużlowych mających wyłonić najlepszych żużlowców na świecie. Po raz pierwszy w historii finał odbywał się poza Europą w Ameryce Północnej. Tytułu obronił Bruce Penhall z USA.
W Finale Światowym wystąpił Polak Edward Jancarz – dziesiąte miejsce.

## Finał Światowy
- 28 sierpnia 1982 r. (sobota),  Los Angeles – Stadion Coliseum

| Msc. | Zawodnik                 | Kraj              | Pkt |             |  |
| ---- | ------------------------ | ----------------- | --- | ----------- |  |
| 1    | Bruce Penhall (numer 13) | Stany Zjednoczone | 14  | (2,3,3,3,3) |  |
| 2    | Les Collins (15)         | Wielka Brytania   | 13  | (3,3,1,3,3) |  |
| 3    | Dennis Sigalos (4)       | Stany Zjednoczone | 12  | (3,2,2,2,3) |  |
| 4    | Kelly Moran (1)          | Stany Zjednoczone | 11  | (2,1,3,3,2) |  |
| 5    | Kenny Carter (8)         | Wielka Brytania   | 10  | (3,3,3,w,1) |  |
| 6    | Dave Jessup (10)         | Wielka Brytania   | 8   | (3,2,0,3,0) |  |
| 7    | Hans Nielsen (16)        | Dania             | 8   | (1,0,2,2,3) |  |
| 8    | Jan Andersson (5)        | Szwecja           | 8   | (1,2,2,1,2) |  |
| 9    | Jiří Štancl (12)         | Czechosłowacja    | 7   | (0,1,3,1,2) |  |
| 10   | Edward Jancarz (7)       | Polska            | 7   | (2,2,1,2,0) |  |
| 11   | Georg Hack (9)           | RFN               | 6   | (2,0,2,1,1) |  |
| 12   | Kai Niemi (14)           | Finlandia         | 5   | (0,3,1,0,1) |  |
| 13   | Peter Collins (2)        | Wielka Brytania   | 5   | (1,0,0,2,2) |  |
| 14   | Phil Crump (11)          | Australia         | 4   | (1,1,1,1,0) |  |
| 15   | Václav Verner (6)        | Czechosłowacja    | 2   | (0,1,0,w,1) |  |
| 16   | Michaił Starostin (3)    | ZSRR              | 0   | (0,0,0,0,0) |  |
|      | rez. Emil Sova (17)      | Czechosłowacja    | ns  |             |  |
|      | rez. Andy Grahame (18)   | Wielka Brytania   | ns  |             |  |